# 韋斯帕林派因斯 (佛羅里達州)
韋斯帕林派因斯（英語：Whispering Pines）是位於美國佛羅里達州歐基求碧縣的一個非建制地區。該地的面積和人口皆未知。

## 地理
韋斯帕林派因斯的座標為27°16′38″N 80°50′23″W / 27.27722°N 80.83972°W，而該地的平均海拔高度為9米（即30英尺）。